# Industrial and Commercial Bank of China
Industrial and Commercial Bank of China Ltd. (ICBC) (förenklade kinesiska tecken: 中国工商银行, traditionella kinesiska tecken: 中國工商銀行, pinyin: Zhōngguó Gōngshāng Yínháng), är en kinesisk bankkoncern och rankades år 2017 som världens största publika bolag och största banken i Kina.